# Jan Uvena
Jannaro "Jan" Uvena (29 de agosto de 1950) es un músico estadounidense, reconocido por haber tocado la batería con las bandas Alice Cooper, Iron Butterfly, Alcatrazz y Signal.

## Discografía

### Bonnie Pointer
- Bonnie Pointer (1979)

### Alice Cooper
- Zipper Catches Skin (1982)

### Alcatrazz
- No Parole From Rock 'n' Roll (1983)
- Live Sentence (1984)
- Disturbing the Peace (1985)
- Dangerous Games (1986)

### Signal
- Loud & Clear (1989)